# 젤라 전투
젤라 전투는 1943년 7월 10일에서 7월 12일까지 시칠리아 젤라에서 일어난 제2차 세계 대전의 이탈리아 전역의 전투이다.
미국 해군의 선박들은 시칠리아 남안의 동쪽 끝에 미국군을 상륙시켰다. 미국 공군 전투기는 독일, 이탈리아의 공군 전투기, 탱크의 공격에 대응하기 위해 폰테 올리보(Ponte Olivo) 공군 기지를 접수했다. 이 전투는 미국, 영국을 중심으로 한 연합국 군대의 승리로 끝났다.

## 전투 서열

### 연합군
- 제7군
  - 제2기갑사단
  - 제3보병사단
  - 제82공수사단
    - 504공수보병연대
    - 505공수보병연대

  - 제2군단
    - 제1보병사단
    - 제45보병사단

### 추축군
- 제6군
  - 제15기갑척탄병사단
    - 215기갑대대 (티거 17대)
    - 104기갑척탄병연대
    - 115기갑척탄병연대
    - 129기갑척탄병연대
    - 33포병연대
    - 315방공대대
    - 33공병대대

  - 제1강하기갑사단 헤르만 괴링
    - 제1 헤르만 괴링 기갑척탄병연대
    - 헤르만 괴링 기갑연대
      - 제1 헤르만 괴링 기갑대대
      - 제2 헤르만 괴링 기갑대대

  - 16군단 (이탈리아)
    - 제4보병사단
      - 33보병연대
      - 34보병연대
      - 28포병연대
      - Semoventi L40대대
      - 공병대대
      - 공격대대

    - 제16해양여단 (이탈리아)
      - 134해양보병연대
      - 178해양보병연대